# چار کته
چار کته یک روستا در افغانستان است که در ولایت بامیان واقع شده‌است.